# Dom aukcyjny

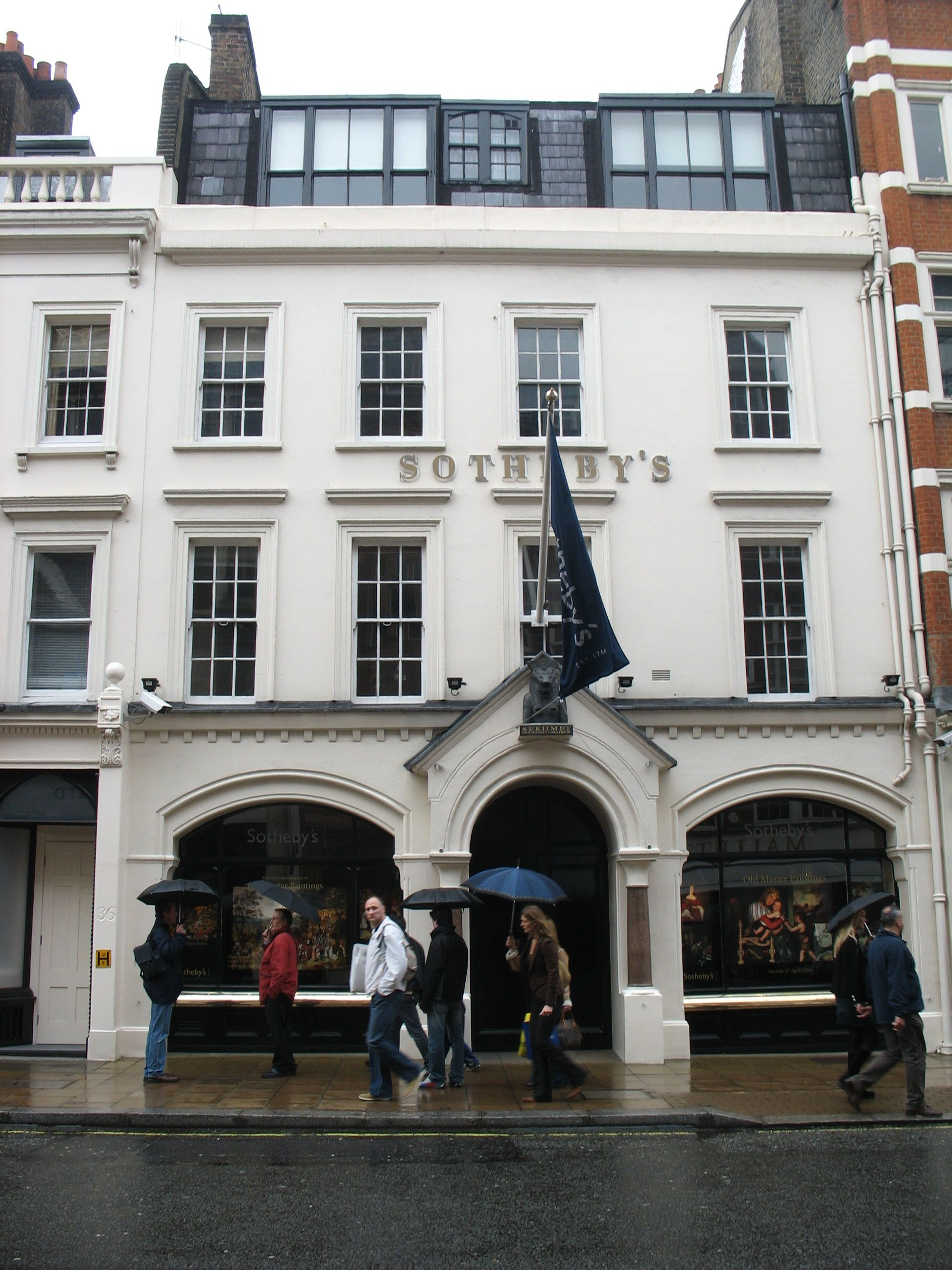
Siedziba Sotheby’s w Londynie przy New Bond Street

Dom aukcyjny – przedsiębiorstwo handlowe pośredniczące w obrocie towarów, przede wszystkim dzieł sztuki. Sprzedaż jest prowadzona w formie aukcji – publicznej licytacji.
Największe i najbardziej znaczące domy aukcyjne to londyńskie Sotheby’s i Christie’s, mające swoje oddziały na całym świecie. Inne znaczące domy aukcyjne to m.in. paryski Hôtel Drouot. Niemal w każdym kraju istnieją lokalne domy aukcyjne.
W Polsce do 1989 roku pełną kontrolę nad rynkiem dzieł sztuki i antyków sprawowała Desa. Po wprowadzeniu wolnego rynku powstały nowe domy aukcyjne, m.in. warszawski Agra-Art, Polswiss Art, Rempex czy Desa Unicum (sprywatyzowana część dawnej Desy).
Rynek aukcyjny w Polsce różni się od standardów zachodnich – przede wszystkim inne są prowizje pobierane przez dom aukcyjny, gdzie (odwrotnie niż na Zachodzie) większą prowizję płacą sprzedający, a nie kupujący. Na to nakłada się także polska legislacja, która w znacznie większym stopniu ogranicza wywóz dzieł sztuki starszych niż 50 lat i powyżej pewnej wartości, w zależności od techniki.